# Haworthia magnifica
Haworthia magnifica és una espècie vegetal del gènere Haworthia de la subfamília de les asfodelòidies (Asphodeloideae).

## Descripció
Haworthia magnifica és una suculenta perennifòlia de creixement lent de fins a 40 cm d'alçada. La seva forma i el seu color marró verdós serveixen per camuflar aquesta planta al sòl. Les fulles són aproximadament triangulars, fins a 3,5 cm de llargada, amb venes longitudinals de color marró pàl·lid o grisencs al llarg de les superfícies superiors i petites dents al llarg de les vores. Les fulles formen una roseta de fins a 8 cm de diàmetre. Les flors són blanques i petites, formant una inflorescència de fins a 40 centímetres d'alçada.

## Distribució
Haworthia magnifica creix a la província  sud-africana del Cap Occidental.

## Taxonomia
Haworthia magnifica va ser descrita per Karl von Poellnitz i publicat a Repert. Spec. Nov. Regni Veg. 33: 239, a l'any 1933.
Etimologia
Haworthia: nom en honor del botànic britànic Adrian Hardy Haworth (1767-1833).
magnifica: epítet llatí que significa "magnífic".
Varietats acceptades
- Haworthia magnifica var. magnifica (varietat tipus)
- Haworthia magnifica var. asperula (Haw.) Breuer, Alsterworthia Int. 16(2): 6 (2016)
- Haworthia magnifica var. atrofusca (G.G.Sm.) M.B.Bayer, Natl. Cact. Succ. J. 32: 18 (1977)
- Haworthia magnifica var. obserata (Marx) Breuer, Alsterworthia Int. 16(2): 6 (2016)
- Haworthia magnifica var. splendens J.D.Venter & S.A.Hammer, Cact. Succ. J. (Los Angeles) 70: 180 (1998)[6]

Sinonímia
- Haworthia maraisii var. magnifica (Poelln.) M.B.Bayer, Haworthia Handb.: 131 (1976)
- Haworthia retusa var. magnifica (Poelln.) Halda, Acta Mus. Richnov., Sect. Nat. 4(2): 50 (1997)
- Haworthia mirabilis var. magnifica (Poelln.) M.B.Bayer, Haworthia Update 7(4): 34 (2012)[7]